# گادفری (کانزاس)
گادفری (به انگلیسی: Godfrey) یک منطقهٔ مسکونی در ایالات متحده آمریکا است که در کانزاس قرار دارد.